# Sete Cidades (Ponta Delgada)
Sete Cidades é uma freguesia portuguesa do município de Ponta Delgada, Região Autónoma dos Açores, com 19,22 km² de área e 701 habitantes (censo de 2021). A sua densidade populacional é 36,5 hab./km².
A freguesia foi criada pelo Decreto Lei nº 40/71, de 18 de fevereiro, com lugares desanexados da freguesia de Ginetes.
Localiza-se a uma latitude 37.87 norte e a uma longitude 25.78 oeste, estando a cerca de 260 metros de altitude no interior da caldeira do vulcão das Sete Cidades, na margem oriental da lagoa do mesmo nome.
O nome da freguesia tem raízes nas lendárias Sete Cidades do Atlântico e é uma das múltiplas ocorrências do topónimo nas zonas de expansão portuguesa quinhentista.
Situada na parte plana da margem da Lagoa Azul, a freguesia conserva casas tradicionais, algumas ainda com os graneis de pés altos.
Em termos arquitetónicos, destacam-se a Igreja de São Nicolau, em estilo neogótico, inaugurada em 1852, a casa dos herdeiros de Caetano de Andrade, e o túnel de descarga da lagoa, inaugurado em 1937.
A freguesia conta com uma escola do 1.º Ciclo e um campo de futebol.

## Demografia
A população registada nos censos foi:
| Ano  | 0-14 Anos | 15-24 Anos | 25-64 Anos | > 65 Anos |
| 2001 | 218       | 170        | 385        | 85        |
| 2011 | 143       | 134        | 428        | 88        |
| 2021 | 108       | 82         | 410        | 101       |